# Vincent Negusanti
Vincent Negusanti (Vincentius Nicusantius) bio je rapski biskup.
Rodom je iz talijanskog grada Fano. Sudjelovao je na Tridentskom saboru. Na Tridentskom saboru, kao dekan biskupa, predslavio je misu na otvorenju sabora. Većinu vremena svoje službe proveo je izvan Raba. Naslijedio je na službi Alojzija Malumbru te je bio prethodnik Blaža Sidinea.
Boraveći u Veneciji, uz prisustvo papinskog legata, Girolama Veralla, u biskupskoj kapeli, 24. lipnja 1537. zaredio je za svećenike Ignacija Lojolskog, Franju Ksaverskog i drugove.
Rođen je 1487. godine u patricijskoj obitelji. Njegov otac Andrija bio je pravni stručnjak, rimski senator te gonfalonijer, a majka Gabrijela (rođ. Castellesi) bila je rodica kardinala Adrijana Castellesija. Imao je brata Petra i tri sestre, Felicitu, Battistu i Piju. Završio je teološki studij, najvjerovatnije u Padovi te je stekao naslov doktora obaju prava. Službovao je kao tajnik kardinala Castellesija.
Papa Lav X. imenuje ga 20. studenog 1514. godine za rapskog biskupa. Sudjelovao je na Petom lateranskom saboru (1515. i 1517.) te je 1517. bio zaređen za biskupa. Istovremeno je služio kao biskupski vikar i sufragan Vincenze, Verone, Brescie i Tridenta.
Negusanti je 1530. godine u komendu dobio višku benediktinsku opatiju sv. Nikole. Za vrijeme nejgove odsutnosti biskupijom su upravljali generalni vikari.
Godine 1567. umirovljen je sa biskupske službe. Iste godine odlazi u Saltaru pokraj Fana. Tamo se bavio astronomijom te je dio svoje vile preuredio u planetarij. U Fanu je umro 1573. godine. Pokopan je u u Fanu, u katedrali sv. Marije Uznesene, u kapeli sv. Kristofora. Njegov nećak Hadrijan dao je, 1580., postaviti nadgrobnu ploču njemu u čast. Na ploči stoji sljedeći sadržaj:
VINCENTIO NEGVSANTIO ARBI EPISCOPO HEBRAICAE GRAECAE ET LATINAE LINGVAE PERITISSIMO FIDEI CATHOLICAE ACERRIMO PROPVGNATORI OCTOGESIMO SEXTO AETATIS ANNO FVNCTO MDLXXIII. HADRIANVS FRATRIS FILIVS PATRVO OPTIMO OPTIME MERITO POSVIT ANNO SALVTIS MDLXXX
VINCENTU NEGUSANTIU RAPSKOME BISKUPU VRLO VJEŠTOM U HEBREJSKOM, GRČKOM I LATINSKOM, HRABROM BRANITELJU KATOLIČKE VJERE, PREMINULOM U OSAMDESETŠESTOJ GODINI 1573. POSTAVIO JE NEĆAK HADRIJAN, NAJBOLJEMU I NAJZASLUŽNIJEMU STRICU, U GODINI SPASENJA 1580.
Posljednju volju napisao je 17. siječnja 1568., koja se čuva u zadarskoj pismohrani.

### Članci
- Novak, Zrinka. 2020. Iz rapske crkvene prošlosti. Prilog životopisu rapskoga biskupa Vincenta Negusantija (1514. – 1567.). Croatica Christiana periodica. Sveučilište u Zagrebu - Katolički bogoslovni fakultet. Zagreb. 44 (86): 59–86